# Venezia Football Club 2015-2016
Questa voce raccoglie le informazioni riguardanti il Venezia Football Club S.S.D. nelle competizioni ufficiali della stagione 2015-2016.

## Divise e sponsor
Il fornitore ufficiale di materiale tecnico per la stagione 2015-2016 è Nike, mentre manca uno sponsor di maglia (in taluni casi la squadra è scesa in campo col logo della onlus Emergency impresso sulle divise).
Le maglie s'impostano sulle tinte dominanti nera (per la casalinga) e bianca (per l'esterna), solcate frontalmente da due sottili linee paracentrali arancio-nero verdi, che s'interrompono all'altezza del ventre onde permettere l'applicazione di eventuali marchi.
| Casa | Trasferta |

## Organigramma societario
Area direttiva
- Presidente: James A. Daniels, da ottobre Joe Tacopina
- Direttore generale: Dante Scibilia

Area tecnica
- Direttore sportivo: Giorgio Perinetti
- Allenatore: Paolo Favaretto, da novembre Giancarlo Favarin
- Allenatore in seconda: Filippo Vianello, da novembre Giovanni Langella
- Preparatore/i atletico/i: Paolo Casale, da novembre Renzo Ricci
- Preparatore dei portieri: Massimo Lotti, da novembre Massimo Lotti

## Rosa
| N. |                     | Ruolo | Calciatore            |
| -- | ------------------- | ----- | --------------------- |
|    | Italia (bandiera)   | P     | Lorenzo Andreatta     |
|    | Italia (bandiera)   | P     | Carlo Bortolin        |
|    | Italia (bandiera)   | P     | Riccardo D'Alessandro |
|    | Bulgaria (bandiera) | P     | Stamen Boyadzhiev     |
|    | Italia (bandiera)   | P     | Guglielmo Vicario     |
|    | Italia (bandiera)   | D     | Daniel Beccaro        |
|    | Italia (bandiera)   | D     | Riccardo Busatto      |
|    | Italia (bandiera)   | D     | Michael Cantini       |
|    | Italia (bandiera)   | D     | Francesco Cernuto     |
|    | Italia (bandiera)   | D     | Filippo Di Maio       |
|    | Italia (bandiera)   | D     | Fabrizio Ferrante     |
|    | Italia (bandiera)   | D     | Leonardo Galli        |
|    | Italia (bandiera)   | D     | Luigi Luciani         |
|    | Italia (bandiera)   | D     | Marco Modolo          |
|    | Italia (bandiera)   | D     | Marco Taddia          |
|    | Italia (bandiera)   | C     | Alberto Acquadro      |
|    | Italia (bandiera)   | C     | Marco Callegaro       |

| N. |                    | Ruolo | Calciatore            |
| -- | ------------------ | ----- | --------------------- |
|    | Italia (bandiera)  | C     | Giampaolo Calzi       |
|    | Italia (bandiera)  | C     | Alessandro Cangemi    |
|    | Italia (bandiera)  | C     | Luciano Gualdi        |
|    | Italia (bandiera)  | C     | Matteo Malagò         |
|    | Italia (bandiera)  | C     | Matteo Marcolini      |
|    | Italia (bandiera)  | C     | Giacomo Seno          |
|    | Italia (bandiera)  | C     | Evans Soligo          |
|    | Brasile (bandiera) | A     | Paulo Vitor Barreto   |
|    | Italia (bandiera)  | A     | Paolo Carbonaro       |
|    | Italia (bandiera)  | A     | Samuele Chicchiarelli |
|    | Italia (bandiera)  | A     | Gianni Fabiano        |
|    | Italia (bandiera)  | A     | Giacomo Innocenti     |
|    | Italia (bandiera)  | A     | Riccardo Lattanzio    |
|    | Italia (bandiera)  | A     | Denis Maccan          |
|    | Italia (bandiera)  | A     | Matteo Serafini       |
|    | Italia (bandiera)  | A     | Emilio Volpicelli     |

## Calciomercato

### Sessione estiva(dall'1/7 al 31/8)
| Acquisti | Acquisti              | Acquisti      | Acquisti   |
| R.       | Nome                  | a             | Modalità   |
| -------- | --------------------- | ------------- | ---------- |
| P        | Carlo Bortolin        |               | svincolato |
| P        | Stamen Boyadzhiev     | Botev Plovdiv | prestito   |
| P        | Riccardo D'Alessandro | Akragas       | definitivo |
| P        | Guglielmo Vicario     | Udinese       | prestito   |
| D        | Daniele Beccaro       | Real Vicenza  | svincolato |
| D        | Riccardo Busatto      | Arzachena     | definitivo |
| D        | Michael Cantini       | AlbinoLeffe   | prestito   |
| D        | Filippo Di Maio       | Chievo        | prestito   |
| D        | Fabrizio Ferrante     | Tiger Brolo   | svincolato |
| D        | Leonardo Galli        | Cremonese     | prestito   |
| D        | Luigi Luciani         | Sampdoria     | svincolato |
| D        | Denis Manetti         |               | svincolato |
| D        | Marco Modolo          | Parma         | svincolato |
| C        | Alberto Acquadro      | Borgosesia    | prestito   |
| C        | Gianpaolo Calzi       | Pro Patria    | svincolato |
| C        | Matteo Chin           |               | svincolato |
| C        | Luciano Gualdi        | Ascoli        | definitivo |
| C        | Matteo Malagò         | Real Vicenza  | svincolato |
| C        | Evans Soligo          | San Marino    | svincolato |
| A        | Paulo Vitor Barreto   |               | svincolato |
| A        | Paolo Carbonaro       | Monza         | svincolato |
| A        | Gianni Fabiano        | Pro Vercelli  | svincolato |
| A        | Giacomo Innocenti     | Acqui         | definitivo |
| A        | Denis Maccan          | Pordenone     | svincolato |
| A        | Matteo Serafini       | Pro Patria    | svincolato |
| A        | Nicholas Siega        |               | svincolato |

| Cessioni | Cessioni       | Cessioni    | Cessioni |
| R.       | Nome           | a           | Modalità |
| -------- | -------------- | ----------- | -------- |
| D        | Denis Manetti  | Clodiense   | prestito |
| C        | Matteo Chin    | Clodiense   | prestito |
| A        | Nicholas Siega | Calvi Noale | prestito |

### Sessione di dicembre(dall'1/12 al 17/12)
| Acquisti | Acquisti           | Acquisti    | Acquisti      |
| R.       | Nome               | a           | Modalità      |
| -------- | ------------------ | ----------- | ------------- |
| P        | Lorenzo Andreatta  | Sacilese    | definitivo    |
| D        | Denis Manetti      | Clodiense   | fine prestito |
| D        | Marco Taddia       | Calvi Noale | prestito      |
| C        | Matteo Marcolini   | Este        | definitivo    |
| A        | Riccardo Lattanzio | Nardò       | definitivo    |
| A        | Emilio Volpicelli  | Bisceglie   | definitivo    |

| Cessioni | Cessioni              | Cessioni    | Cessioni   |
| R.       | Nome                  | a           | Modalità   |
| -------- | --------------------- | ----------- | ---------- |
| P        | Riccardo D'Alessandro | Siracusa    | definitivo |
| D        | Denis Manetti         | Calvi Noale | prestito   |
| C        | Matteo Malagò         | Clodiense   | definitivo |
| A        | Paulo Vitor Barreto   |             | svincolato |

### Sessione invernale(dal 04/01 all'1/02)
| Acquisti | Acquisti              | Acquisti | Acquisti |
| R.       | Nome                  | da       | Modalità |
| -------- | --------------------- | -------- | -------- |
| A        | Samuele Chicchiarelli | Genoa    | prestito |

| Cessioni | Cessioni        | Cessioni    | Cessioni      |
| R.       | Nome            | a           | Modalità      |
| -------- | --------------- | ----------- | ------------- |
| D        | Michael Cantini | AlbinoLeffe | fine prestito |

## Risultati

### Serie D

#### Girone d'andata
| Arbitro: | Bertelli (Busto Arsizio) |

|  |           |                                               |
|  | Marcatori | 30’ (rig.) Serafini 39’ Fabiano 69’ Innocenti |

| Arbitro: | Meocci (Siena) |

|                                               |           |  |
| Serafini 8’, 42’ (rig.) Maccan 80’ Gualdi 87’ | Marcatori |  |

| Arbitro: | Carella (Bari) |

|           |           |                            |
| Godeas 2’ | Marcatori | 36’ Ferrante 78’ Carbonaro |

| Arbitro: | Vigile (Cosenza) |

|                          |           |            |
| Ferrante 9’ Serafini 52’ | Marcatori | 55’ Mensah |

| Arbitro: | Marotta (Sapri) |

|                                             |           |  |
| Fabiano 13’ Serafini 40’, 85’ Carbonaro 52’ | Marcatori |  |

| Arbitro: | Somma (Castellammare di Stabia) |

|             |           |                                    |
| Perosin 41’ | Marcatori | 35’ Gualdi 74’ Carbonaro 80’ Calzi |

| Arbitro: | Cosso (Reggio Calabria) |

|                         |           |               |
| Innocenti 2’ Gualdi 20’ | Marcatori | 90+2’ Grandin |

| Arbitro: | Madonia (Palermo) |

|                         |           |                         |
| Rampin 11’ Munarini 90’ | Marcatori | 62’ Carbonaro 69’ Calzi |

| Arbitro: | Santoro (Messina) |

|                      |           |  |
| Maccan 15’, 47’, 81’ | Marcatori |  |

| Campodarsego 25 ottobre 2015, ore 14:30 CET 10ª giornata | Campodarsego     | 0 – 0 | Venezia | Stadio Comunale (1 300 spett.)\| Arbitro: \| Luciani (Roma 1) \| |
| Arbitro:                                                 | Luciani (Roma 1) |       |         |                                                                  |

| Venezia 1º novembre 2015, ore 14:30 CET 11ª giornata | Venezia          | 0 – 0 | Levico | Stadio Pier Luigi Penzo (1 529 spett.)\| Arbitro: \| Clerico (Torino) \| |
| Arbitro:                                             | Clerico (Torino) |       |        |                                                                          |

| Arbitro: | Pedretti (Lovere) |

|                    |           |                   |
| Paladin 40’, 90+5’ | Marcatori | 71’, 88’ Serafini |

| Arbitro: | Gualtieri (Asti) |

|               |           |  |
| Carbonaro 42’ | Marcatori |  |

| Arbitro: | Cavallina (Parma) |

|  |           |            |
|  | Marcatori | 11’ Malagò |

| Arbitro: | Meloni (Carbonia) |

|             |           |                           |
| Fabiano 56’ | Marcatori | 90+1’ Ferrara 90+3’ Arvia |

| Belluno 29 novembre 2015, ore 14:30 CET 16ª giornata | Belluno              | 0 – 0 | Venezia | Stadio Polisportivo (700 spett.)\| Arbitro: \| Meraviglia (Pistoia) \| |
| Arbitro:                                             | Meraviglia (Pistoia) |       |         |                                                                        |

| Arbitro: | Bertolino (Terni) |

|                    |           |  |
| Fabiano 85’ (rig.) | Marcatori |  |

| Arbitro: | Pashuku (Albano Laziale) |

|  |           |                                                                     |
|  | Marcatori | 29’ Innocenti 49’ Soligo 56’ Serafini 75’ Gualdi 77’, 89’ Carbonaro |

| Arbitro: | Vitulano (Livorno) |

|                                                               |           |              |
| Carbonaro 14’, 49’ Modolo 16’ Serafini 20’, 58’ Innocenti 24’ | Marcatori | 52’ Giordani |

#### Girone di ritorno
| Arbitro: | Amadio (Ascoli Piceno) |

|                         |           |  |
| Acquadro 64’ Soligo 71’ | Marcatori |  |

| Arbitro: | Gentile (Seregno) |

|                |           |                                                                            |
| Caldarelli 52’ | Marcatori | 7’, 27’ Serafini 56’ Ferrante 60’, 67’ Lattanzio 62’ Volpicelli 85’ Maccan |

| Arbitro: | Lalomia (Agrigento) |

|                           |           |           |
| Serafini 52’ Acquadro 89’ | Marcatori | 72’ Zubin |

| Arbitro: | Ruggiero (Roma 1) |

|            |           |  |
| Burato 47’ | Marcatori |  |

| Arbitro: | Severino (Campobasso) |

|             |           |            |
| Beccaro 20’ | Marcatori | 31’ Soligo |

| Arbitro: | Borriello (Torre del Greco) |

|                            |           |  |
| Innocenti 23’ Serafini 35’ | Marcatori |  |

| Arbitro: | Tursi (Valdarno) |

|              |           |                             |
| Vianello 44’ | Marcatori | 27’ Lattanzio 48’ Innocenti |

| Arbitro: | Natilla (Molfetta) |

|            |           |               |
| Modolo 69’ | Marcatori | 81’ Fusciello |

| Arbitro: | Raciti (Acireale) |

|            |           |                         |
| Baggio 17’ | Marcatori | 4’ Luciani 36’ Acquadro |

| Arbitro: | Ayroldi (Molfetta) |

|                         |           |  |
| Maccan 7’ Lattanzio 83’ | Marcatori |  |

| Arbitro: | Ceccon (Lovere) |

|  |           |                                   |
|  | Marcatori | 70’ (rig.) Serafini 84’ Innocenti |

| Arbitro: | D'Ascanio (Ancona) |

|                                 |           |  |
| Luciani 34’ Serafini 58’ (rig.) | Marcatori |  |

| Arbitro: | Zufferli (Udine) |

|                             |           |                         |
| Pettarin 41’ Capogrosso 67’ | Marcatori | 25’ Fabiano 48’ Luciani |

| Arbitro: | Garofalo (Torre del Greco) |

|                                                           |           |               |
| Marcolini 29’ Maccan 44’ Innocenti 59’, 61’ Carbonaro 70’ | Marcatori | 26’ Alcantara |

| Arbitro: | Cudini (Fermo) |

|  |           |             |
|  | Marcatori | 51’ Fabiano |

| Arbitro: | Cavallina (Parma) |

|                                                      |           |              |
| Modolo 47’ Carbonaro 58’ Volpicelli 72’ Serafini 80’ | Marcatori | 29’ Pescosta |

| Arbitro: | Bertelli (Busto Arsizio) |

|                                   |           |                                       |
| Santi 39’ Madiotto 67’ Peotta 87’ | Marcatori | 17’ Modolo 25’ Acquadro 63’ Lattanzio |

| Arbitro: | Catucci (Pesaro) |

|                                                             |           |  |
| Chicchiarelli 13’ Lattanzio 67’ Volpicelli 81’ Serafini 84’ | Marcatori |  |

| Arbitro: | Vitulano (Livorno) |

|                |           |                         |
| Andelković 84’ | Marcatori | 18’ Calzi 69’ Carbonaro |

#### Poule scudetto
| Arbitro: | Turchet (Pordenone) |

|                                        |           |                                              |
| Lattanzio 35’ Volpicelli 38’ Calzi 67’ | Marcatori | 5’ Palazzolo 58’, 82’ Cacciatore 74’ Massari |

| Arbitro: | De Santis (Lecce) |

|                                                                    |           |              |
| Marzeglia 5’ Franchi 34’ Taugourdeau 40’ Porcino 86’ Minicleri 90’ | Marcatori | 26’ Serafini |

### Coppa Italia Serie D
| Arbitro: | Copat (Pordenone) |

|                                                      |           |           |
| Carbonaro 14’ Gualdi 37’ Innocenti 38’ Callegaro 71’ | Marcatori | 47’ Aruci |

| Arbitro: | Perenzoni (Rovereto) |

|                 |           |                                                      |
| Kabine 16’, 39’ | Marcatori | 1’ Serafini 4’, 21’ Malagò 48’ Callegaro 58’ Barreto |

| Arbitro: | Bertelli (Busto Arsizio) |

|                               |                      |                                         |
| Cangemi 37’                   | Marcatori            | 54’ Panfilo                             |
| Soligo Malagò Beccaro Piccolo | Tiri di rigore 2 – 4 | Boscolo Berto Mazzetto Caraccio Simunac |

## Statistiche

### Statistiche di squadra
| Competizione         | Punti | In casa | In casa | In casa | In casa | In casa | In casa | In trasferta | In trasferta | In trasferta | In trasferta | In trasferta | In trasferta | Totale | Totale | Totale | Totale | Totale | Totale | DR  |
| Competizione         | Punti | G       | V       | N       | P       | Gf      | Gs      | G            | V            | N            | P            | Gf           | Gs           | G      | V      | N      | P      | Gf     | Gs     | DR  |
| -------------------- | ----- | ------- | ------- | ------- | ------- | ------- | ------- | ------------ | ------------ | ------------ | ------------ | ------------ | ------------ | ------ | ------ | ------ | ------ | ------ | ------ | --- |
| Campionato           | 90    | 19      | 16      | 2       | 1       | 48      | 9       | 19           | 11           | 7            | 1            | 41           | 17           | 38     | 27     | 9      | 2      | 89     | 26     | +63 |
| Poule scudetto       | 0     | 1       | 0       | 0       | 1       | 3       | 4       | 1            | 0            | 0            | 1            | 1            | 5            | 2      | 0      | 0      | 2      | 4      | 9      | -5  |
| Coppa Italia Serie D | -     | 2       | 1       | 1       | 0       | 5       | 2       | 1            | 1            | 0            | 0            | 5            | 2            | 3      | 2      | 1      | 0      | 10     | 4      | +6  |
| Totale               | 90    | 22      | 17      | 3       | 2       | 56      | 15      | 21           | 12           | 7            | 2            | 47           | 24           | 43     | 29     | 10     | 4      | 103    | 39     | +64 |

### Andamento in campionato
| Giornata  | 1 | 2 | 3 | 4 | 5 | 6 | 7 | 8 | 9 | 10 | 11 | 12 | 13 | 14 | 15 | 16 | 17 | 18 | 19 | 20 | 21 | 22 | 23 | 24 | 25 | 26 | 27 | 28 | 29 | 30 | 31 | 32 | 33 | 34 | 35 | 36 | 37 | 38 |
| --------- | - | - | - | - | - | - | - | - | - | -- | -- | -- | -- | -- | -- | -- | -- | -- | -- | -- | -- | -- | -- | -- | -- | -- | -- | -- | -- | -- | -- | -- | -- | -- | -- | -- | -- | -- |
| Luogo     | T | C | T | C | C | T | C | T | C | T  | C  | T  | C  | T  | C  | T  | C  | T  | C  | C  | T  | C  | T  | T  | C  | T  | C  | T  | C  | T  | C  | T  | C  | T  | C  | T  | C  | T  |
| Risultato | V | V | V | V | V | V | V | N | V | N  | N  | N  | V  | V  | P  | N  | V  | V  | V  | V  | V  | V  | P  | N  | V  | V  | N  | V  | V  | V  | V  | N  | V  | V  | V  | N  | V  | V  |
| Posizione | 1 | 1 | 1 | 1 | 1 | 1 | 1 | 1 | 1 | 1  | 1  | 1  | 1  | 1  | 2  | 2  | 2  | 2  | 2  | 2  | 1  | 1  | 2  | 2  | 2  | 2  | 2  | 1  | 1  | 1  | 1  | 1  | 1  | 1  | 1  | 1  | 1  | 1  |

Legenda:

Luogo: C = Casa; T = Trasferta. Risultato: V = Vittoria; N = Pareggio; P = Sconfitta.